# CarlJr.
Carl-Antoni Cloutier, plus connu sous le pseudonyme de CarlJr., est un joueur canadien de TrackMania. Multiple champion du monde sur le jeu, ses victoires à l'Electronic Sports World Cup en 2013, 2014 et 2015 sont considérés comme des titres mondiaux avant la création d'un championnat du monde officiel qu’il remporte en 2021, en 2022 et en 2024 sous les couleurs de Solary.

## Biographie

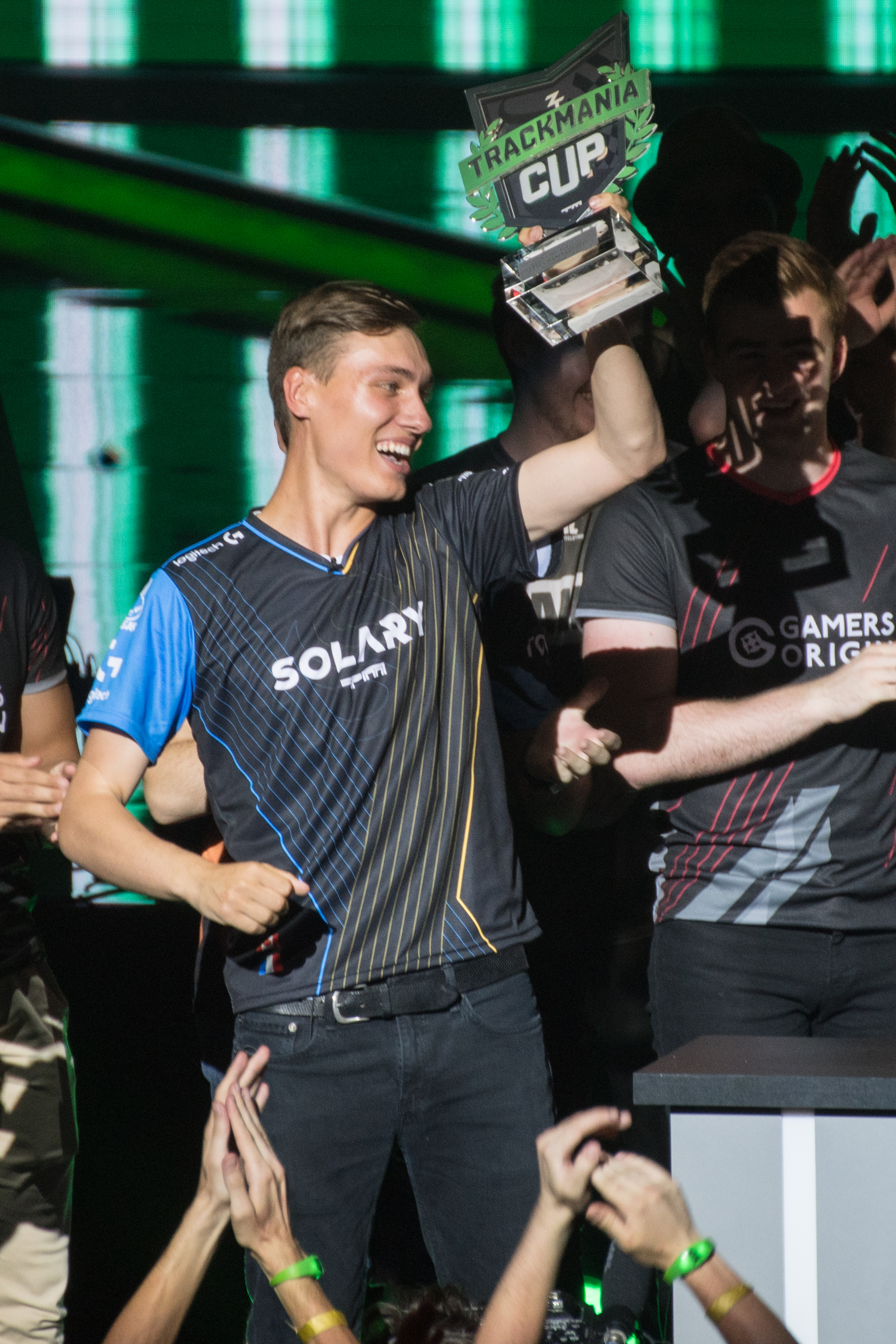
CarlJr. soulève le trophée de la ZrT TrackMania Cup 2019.

Après une troisième place en 2012, Carl-Antoni Cloutier remporte sous le pseudonyme de CarlJr. l'Electronic Sports World Cup en 2013, le championnat du monde sur le jeu TrackMania2 Stadium, et empoche à 16 ans la somme de 4 000 dollars. L'année suivante, le cadet de sa famille conserve son trophée à Paris, tout en poursuivant ses études en sciences de la nature au collège Lionel-Groulx.
Participant régulier de la ZrT TrackMania Cup dont il est l’une des vedettes,, il a remporté la compétition à cinq reprises,,. En 2020, il remporte les deux saisons de la Trackmania Grand League, ainsi que la saison hivernale de 2021, devançant respectivement Scrapie et Gwen en 2020, et Pac en 2021. Il est ainsi le joueur le plus titré de cette compétition avec  3 titres en 6 éditions. Il n’y perdra qu’une seule finale, contre l’Australien Mudda en 2022, au terme de l’ultime course d’un match spectaculaire dont l’issue s’est décidée à 6 millièmes de secondes,. En 2021, 2022 et 2024, il remporte en ligne (2021), au stade de France (2022) et à la Paris Games Week (2024) ses quatrième, cinquième et sixième titres de champion du monde en dominant la compétition et s'affirme comme le meilleur joueur de l’histoire de TrackMania.
En août 2022, CarlJr. participe à la première édition de l'Arctic Gaming Experience (AGE), une compétition de TrackMania organisée à Ørnes (Meløy) en Norvège. Avec 30 000 $ mis en jeu, l'AGE est l'un des tournois les mieux dotés de l'histoire de TrackMania. Le Canadien finit 3e de la compétition et remporte 4 000 $.

## Palmarès (compétitions majeures)
| Date              | Tournoi                                             | En solo ou en équipe | Position | Prix    |
| ----------------- | --------------------------------------------------- | -------------------- | -------- | ------- |
| 3 novembre 2013   | ESWC 2013                                           | Solo                 | 1er      | 4000 $  |
| 2 novembre 2014   | ESWC 2014                                           | Solo                 | 1er      | 4000 $  |
| 7 mars 2015       | ZrT TrackMania Cup #2                               | Solo                 | 1er      | 500 €   |
| 1er novembre 2015 | ESWC 2015 Paris Games Week                          | Solo                 | 1er      | 8000 $  |
| 12 décembre 2015  | ZrT TrackMania Cup #3                               | Solo                 | 1er      | 500 €   |
| 25 juin 2016      | ZrT TrackMania Cup #4                               | Solo                 | 3e - 4e  | 250 €   |
| 7 novembre 2016   | Maniaplanet World Cup 2016                          | Solo                 | 2e       | 900 €   |
| 1er juillet 2017  | ZrT TrackMania Cup 2017                             | Solo                 | 1er      | 1017 €  |
| 30 juin 2018      | ZrT TrackMania Cup 2018                             | Solo                 | 1er      | 1018 €  |
| 28 octobre 2018   | Trackmania World Championship 2018                  | Solo                 | 3e       | 800 €   |
| 29 juin 2019      | ZrT TrackMania Cup 2019                             | Équipe (Solary)      | 1er      | 1019 €  |
| 28 février 2020   | Trackmania Grand League - Hiver 2020                | Solo                 | 1er      | 4000 €  |
| 1er mars 2020     | Lyon e-Sport 2020                                   | Solo                 | 2e       | 1000 €  |
| 26 juillet 2020   | ZrT TrackMania Cup 2020                             | Solo                 | 2e       | 505 €   |
| 14 octobre 2020   | Twitch Rivals - Trackmania Showdown                 | Équipe (ZeratoR)     | 2e       | 7000 $  |
| 1er novembre 2020 | Trackmania Grand League - Automne 2020              | Solo                 | 1er      | 4000 €  |
| 14 mars 2021      | Trackmania Grand League - Hiver 2021                | Solo                 | 1er      | 4000 €  |
| 4 juillet 2021    | Trackmania Grand League - World Cup 2020-2021       | Solo                 | 1er      | 8000 €  |
| 24 avril 2022     | Trackmania Grand League - Printemps 2022            | Solo                 | 2e       | 2000 €  |
| 3 juillet 2022    | Trackmania Grand League - World Cup 2022            | Solo                 | 1er      | 8000 €  |
| 19 mars 2023      | Trackmania World Tour 2023 - Stage 1 - Grand League | Équipe (Solary)      | 1er      | 10000 € |
| 25 juin 2023      | Trackmania World Tour 2023 - Stage 2 - Grand League | Équipe (Solary)      | 3e       | 3000 €  |
| 28 octobre 2023   | Ascension 2023                                      | Solo                 | 2e       | 19120 € |
| 26 novembre 2023  | Trackmania World Tour 2023 - World Championship     | Équipe (Solary)      | 2e       | 3000 €  |
| 25 octobre 2024   | Trackmania World Cup 2024                           | Solo                 | 1er      | 8000 €  |